# Chorizo Zamorano
El Chorizo Zamorano es una marca de garantía de la provincia de Zamora, en la comunidad de Castilla y León, España.
El chorizo amparado bajo esta marca de garantía, forma parte de la Gastronomía de la provincia de Zamora y cuenta con este reconocimiento y amparo desde enero de 2005. Afecta al chorizo extra en sus distintos tipos de presentación tradicionales, como son la sarta, vela, ristra o atado y cular. Es elaborado a partir de magros de porcino procedentes de explotaciones ubicadas en la provincia de Zamora, siempre que también hayan sido sacrificados y despiezados en dicha provincia. De la cabaña porcina existente, se seleccionan aquellos ejemplares de capa blanca y de peso superior a 85 kg. En la comercialización de este embutido se suele distinguir entre los de sabor dulce y picante, siendo su peso por unidad de entre 250 y 1.000 g.